# Alice Terry
Alice Terry (ur. 24 lipca 1899 w Vincennes, zm. 22 grudnia 1987 w Burbank) – amerykańska aktorka i reżyserka.

## Wybrana filmografia
reżyserka
- 1923: Tam, gdzie kończy się bruk
- 1932: Baroud
- 1933: Miłość w Maroku

aktorka
- 1916: A Corner in Colleens jako Daisy
- 1921: Czterech jeźdźców Apokalipsy jako Marguerite Lurier
- 1922: Romans królewski
- 1925: Zwierzenia królowej jako Królowa Fryderyka
- 1933: Miłość w Maroku

## Wyróżnienia
Posiada swoją gwiazdę na Hollywoodzkiej Alei Gwiazd.